# Alfons Stels
Alfons Stels (Tienen, 5 augustus 1911 – Tienen, 9 juni 1992) was een veelzijdig Belgisch kunstenaar. Hij was glazenier, schilder, tekenaar, graficus en beeldhouwer. Hij was de zoon van Frans "de Witte" "Peter" Stels en Isabelle Marie Philippine Boelen. Alfons Stels huwde in 1939 met Rosa Pierlé. Het echtpaar had vier kinderen.

## Opleiding
Na zijn middelbare studies aan het Onze-Lieve-Vrouwecollege te Tienen, studeerde Alfons Stels van 1927 tot 1932 aan het Sint-Lucasinstituut te Brussel en behaalde er het diploma van de hogere afdeling sierkunsten. Aan de academie van Tienen deed hij de opleidingen voor schilder- en beeldhouwkunst. Hij ondernam studiereizen naar Duitsland, Zwitserland, Frankrijk, Italië, Oostenrijk en Nederland.

## Pedagogische carrière
Van 1936 tot 1944 was hij verbonden aan Tiense Tekenacademie. Alfons Stels was vanaf 1964 tot 1975 leraar plastische opvoeding aan het Vrij Instituut voor Technisch Onderwijs te Tienen.

## Kunstenaarsloopbaan
Dadelijk na zijn studies was hij actief als tekenaar en graficus. Hij illustreerde boeken van het Davidsfonds en werkte voor de dagbladen De Standaard en Het Volk. Hij publiceerde in 1935 de kunstmap ‘Het Begijnhof van Tienen’ geïllustreerd met tien lino’s en houtsneden. Samen met schilder Jef Rottie (Tienen, 1910 - Hasselt, 1944) en Jules Oversteyns (Kapellen, 1911 - Bunsbeek, 2007) was hij een dynamisch lid van de kunstenaarskring De Vrije Kunst. In 1951 vestigde hij zich als zelfstandig kunstenaar in een atelier in de Gilainstraat 42 (thans 49) te Tienen en beheerde er samen met zijn echtgenote de kunsthandel Studio Artis.
Alfons Stels manifesteerde zich na de Tweede Wereldoorlog als een veelzijdig kunstenaar die daarenboven een groot aantal werken heeft geproduceerd die terug te vinden zijn in kerken en kapellen, kloosters en ziekenhuizen en in privéwoningen.
Hij woonde en werkte vanaf 1971 de laatste twintig jaar van zijn leven in Bunsbeek, waar hij eveneens een atelier had.
De inspiratie voor zijn schilderijen vond hij in de landschappen, de pittoreske omgeving en de folklore van het Hageland en de Kempen. Hij was bevriend met Jozef Weyns, toenmalig conservator van het openluchtmuseum te Bokrijk. Maar ook het genre van stillevens en bloemstukken behoort tot zijn oeuvre. Portretten situeerden zich eerder in de familiale sfeer.
Als graficus vinden we hem terug als ontwerper van affiches, illustrator van boeken en zelfs van bedevaartvaantjes. Hij bedacht afbeeldingen voor tinnen schotels en creëerde nieuwe wapenschilden, o.a. voor de fusiegemeente Glabbeek, steeds gebaseerd op een uitgebreide documentatie over en interesse voor heraldiek.

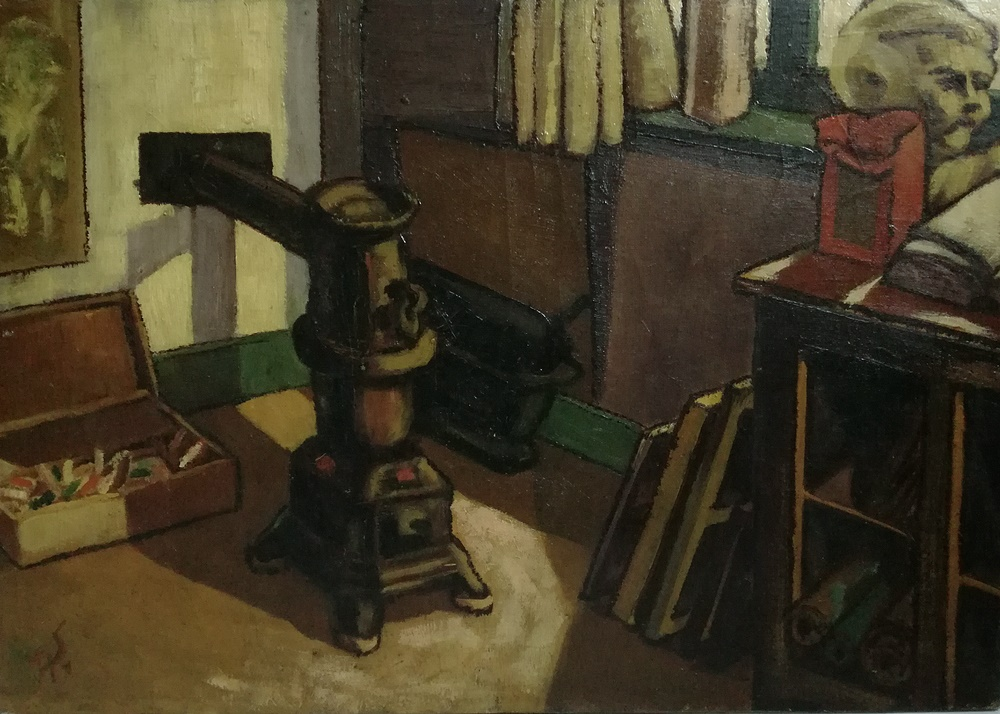

De beeldhouwkunst had hij bij zijn vader Frans Stels, een autodidact, leren kennen. Fons Stels maakte de gevelbeelden voor o.a. de melkerij Sint-Brigida van Glabbeek, het ziekenhuis Onze-Lieve-Vrouw Middelares in Deurne, de Katholieke Normaalschool van Tienen en het vroegere klooster van de Zusters Franciscanessen te Mechelen. Zijn Christusbeelden zijn ontelbaar.
Hij was bijzonder gekend als glazenier. In deze kunstuiting speelt hij met zonnig licht en met een rijk harmonieus kleurenpalet. Binnen de religieuze wereld primeert naast de lokale heiligenfiguren het motief van Onze-Lieve-Vrouw in diverse vormen, o.a. als Troosteres der Bedrukten, als Moeder van God of als Onze-Lieve-Vrouw-van-Vlaanderen. In de wereldse sfeer vallen de typische Vlaamse figuren van Tijl en Nele op: de vrijheidsstrijder, de zorgzame die Nele beschermend omarmt of de opgewekte met Lamme Goedzak in zijn nabijheid. Een andere figuur die vaak in zijn werken voorkomt is Reinaert de Vos, samen met zijn voor- en tegenstanders uit het bekende epos. Net als in Breughels taferelen verschijnen in de kleinere raampjes de personages uit het dagelijks leven en worden de activiteiten op het land afgebeeld, in de schakering van de seizoenen of onder een hemel van zon, maan en sterren. In de buurt van Tienen, in de kerken van onder andere Laar, Neerwinden, Hoeleden en Ransberg vinden we zijn glasramen met taferelen uit bijbel en evangelie. 

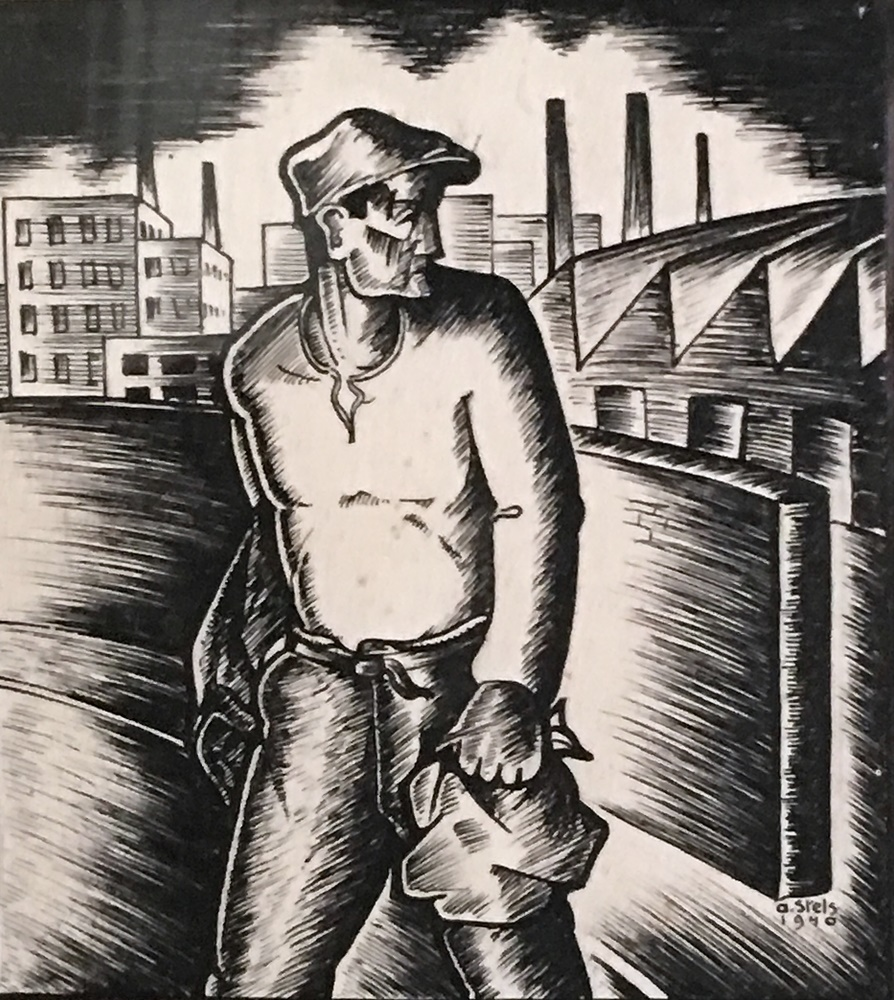

Er zijn bij deze kunstenaar twee richtingen te onderkennen: stilerend monumentaal in zijn brandschilderkunst en tot abstractie neigende geometrische vormen in zijn glascomposities. Alfons Stels was een getalenteerd ambachtsman, die binnen de grenzen van het bekende en het figuratieve bleef en die zelden experimenteerde.
Hij maakte deel uit van de Tiense Kunstkring vanaf de stichting in 1964. Hij was werkend lid van het Christelijk Vlaams Kunstenaarsverbond (1969). Gezien zijn belangstelling voor het Hageland en de folklore, was hij een van de eerste leden van de Heemkunde Kring Glabbeek, gesticht in het begin van 1992, enkele maanden voor de dood van de kunstenaar.

## Tentoonstellingen
Alfons Stels exposeerde als individuele kunstenaar o.a. in de academie te Tienen (1943, 1962), in de Tiense galerij Esschius in de ‘van Ransthuizen’ (1977), in het parochiecentrum te Bunsbeek (1977), in ‘De Zoutkist’ te Sint-Truiden (1944, 1950) en het kasteel van Ordingen (1970) en in de Sint-Baafsabdij te Gent (1964). In 1980 werd een overzicht van zijn werken geëxposeerd in het Museum Het Toreke te Tienen. Hierbij werd een rijk geïllustreerde catalogus uitgegeven.
In 2019 werd door de Heemkundige Kring Glabbeek in samenwerking met de familie Stels in Bunsbeek een retrospectieve georganiseerd.
Alfons Stels nam voor 1940 jaarlijks deel aan de groepstentoonstellingen van De Vrije Kunst. Na 1945 was hij te zien op het jaarlijks salon van de vroegere Tiense Kunstkring. In 1964 was hij aanwezig op de Tentoonstelling van Tiense kunstenaars te Lunéville (Frankrijk).
Zijn eerste grote expositie, uitsluitend gewijd aan glasramen, ging in 1970 door in de Bank van Brussel te Tienen.

## Glasramen in religieuze gebouwen
Alfons Stels heeft voor meerdere kerken in de regio van Tienen glasramen gemaakt. We vinden zijn werken in o.a.
- Sint‐Pietersbandenkerk te Willebringen (Boutersem)
- Sint‐Quirinuskerk te Zuurbemde (Glabbeek)
- Sint‐Amanduskerk te Hoeleden (Kortenaken)
- O.L.V. van de Rozenkranskerk te Ransberg (Kortenaken)
- Sint-Trudokerk te Laar (Landen)
- Heilige Kruiskerk te Neerwinden (Landen)
- Sint-Laurentiuskerk te Goetsenhoven (Tienen)
- Eglise Sainte-Adèle-et-Saint-Martin te Orp-le-Grand (Orp-Jauche)

## Trivia
- In zijn tuin liet Alfons Stels een door hem ontworpen kapel van Onze-Lieve-Vrouw-van-de-Vrede bouwen met een beeldmozaïek van Moeder Maria.
- Alfons Stels stond dicht bij het volk van lokale organisaties. Voor tal van organisaties, scholen, jeugdverenigingen, en zelfs de voor de scenografie van optochten was hij  bereid zijn talent ten dienste te stellen.
- De originele ontwerpen van zijn glasramen zijn geschonken aan het archief van het Museum Het Toreke te Tienen.

## Galerij

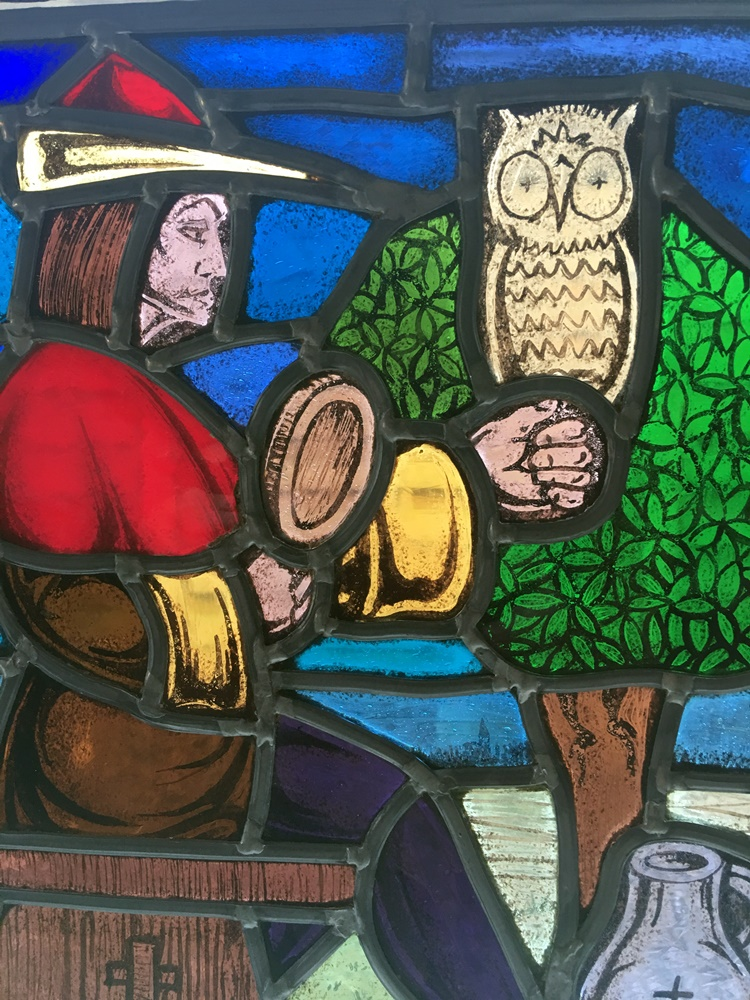
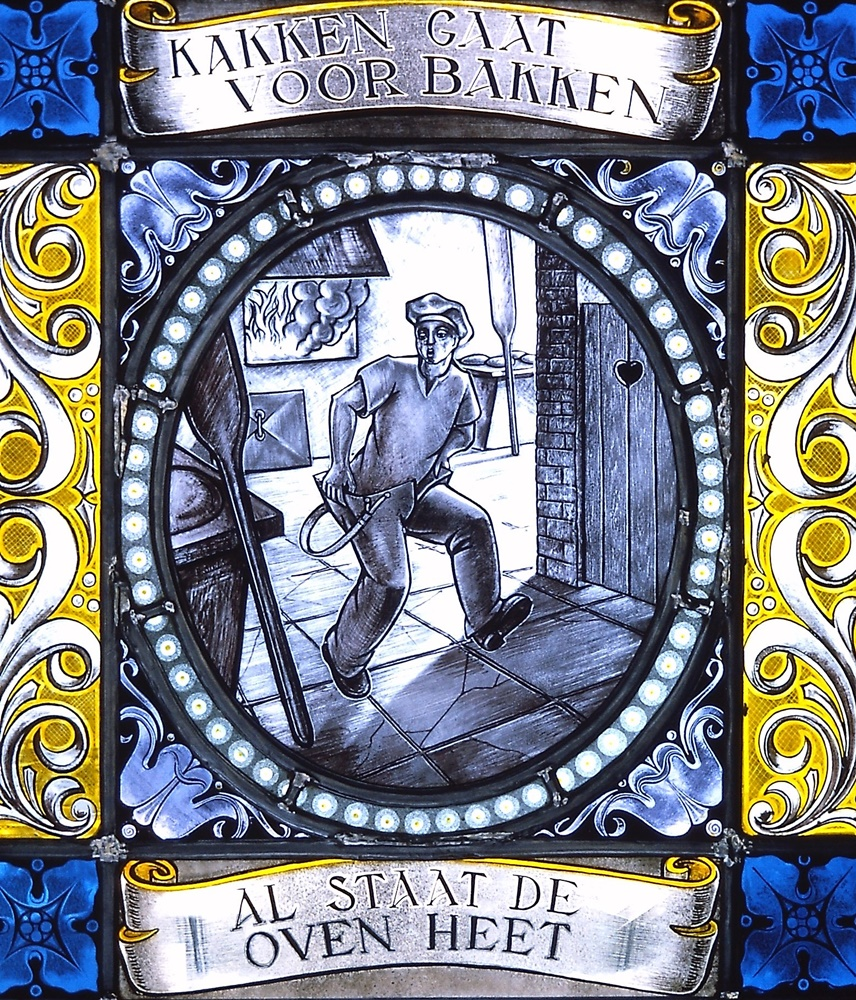
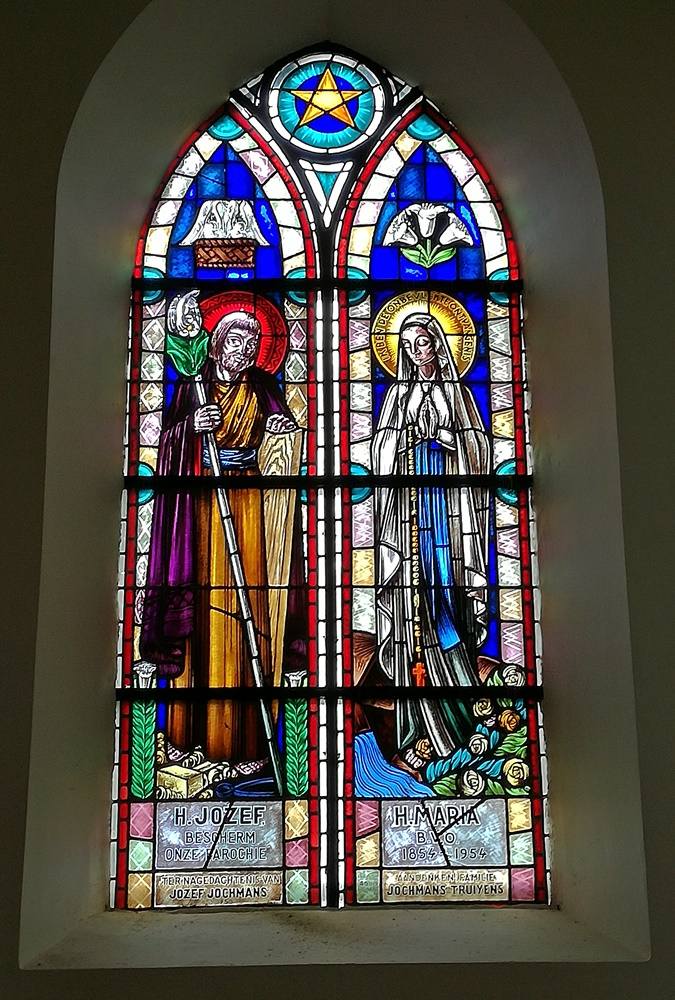
Sint-Pieterbandekerk (Willebringen)
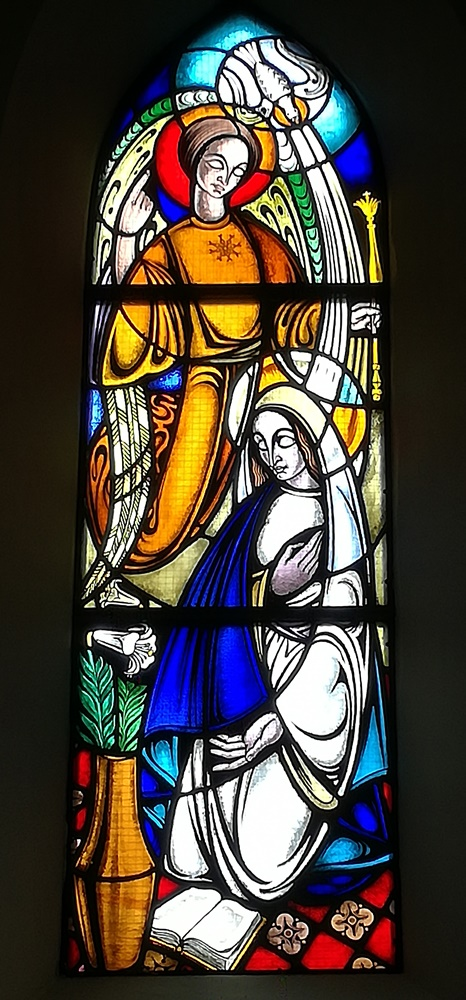
O.L.V. van de Rozenkranskerk (Ransberg)
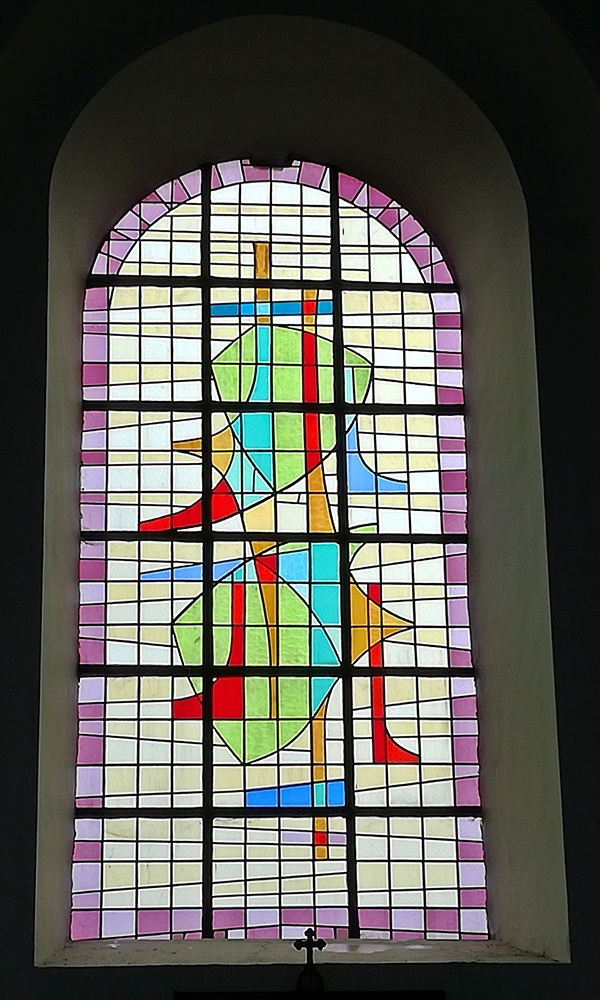
Sint-Martinuskerk (Orp-Jauche)
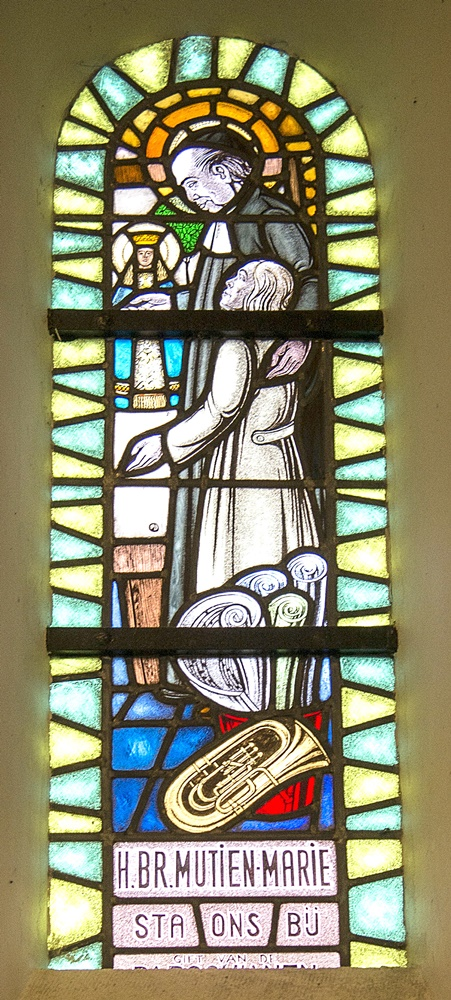
Sint-Laurentiuskerk (Goetsenhoven)

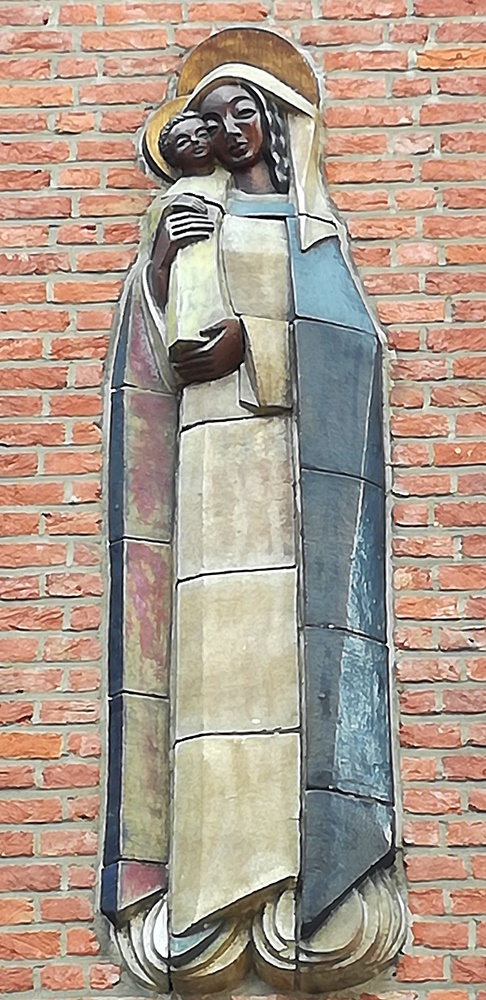
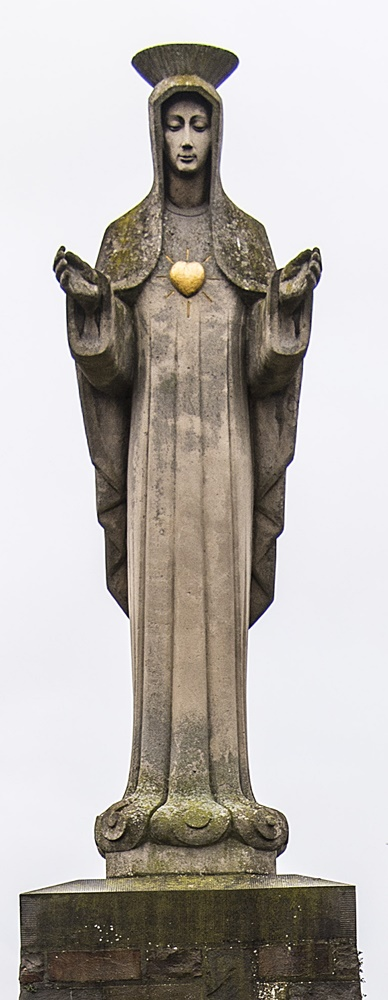
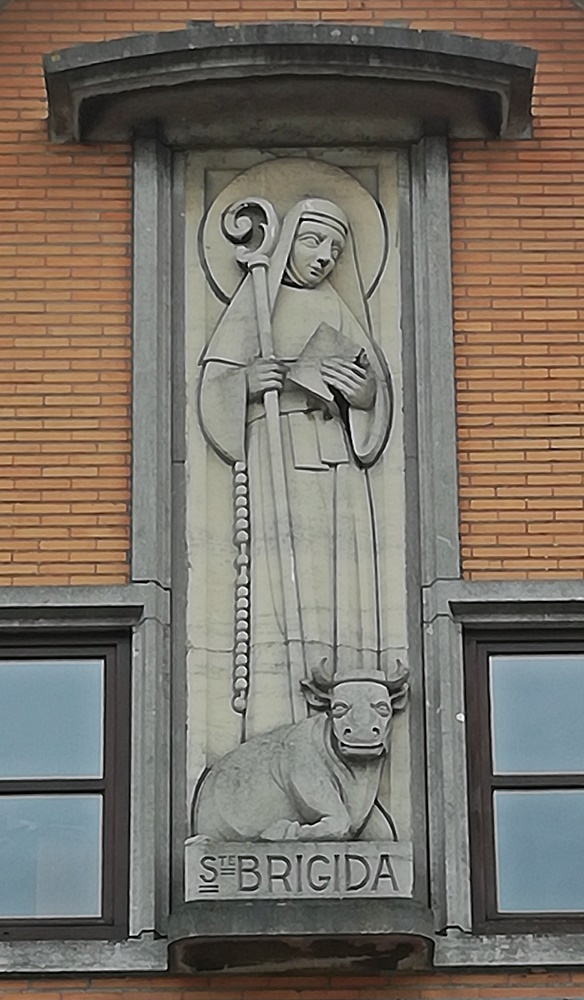
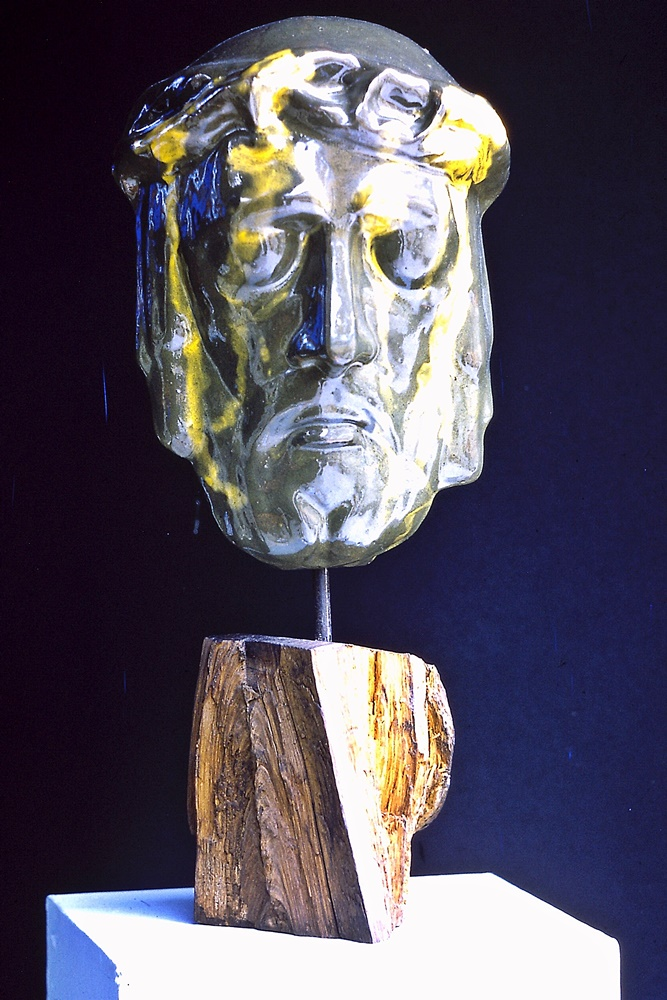
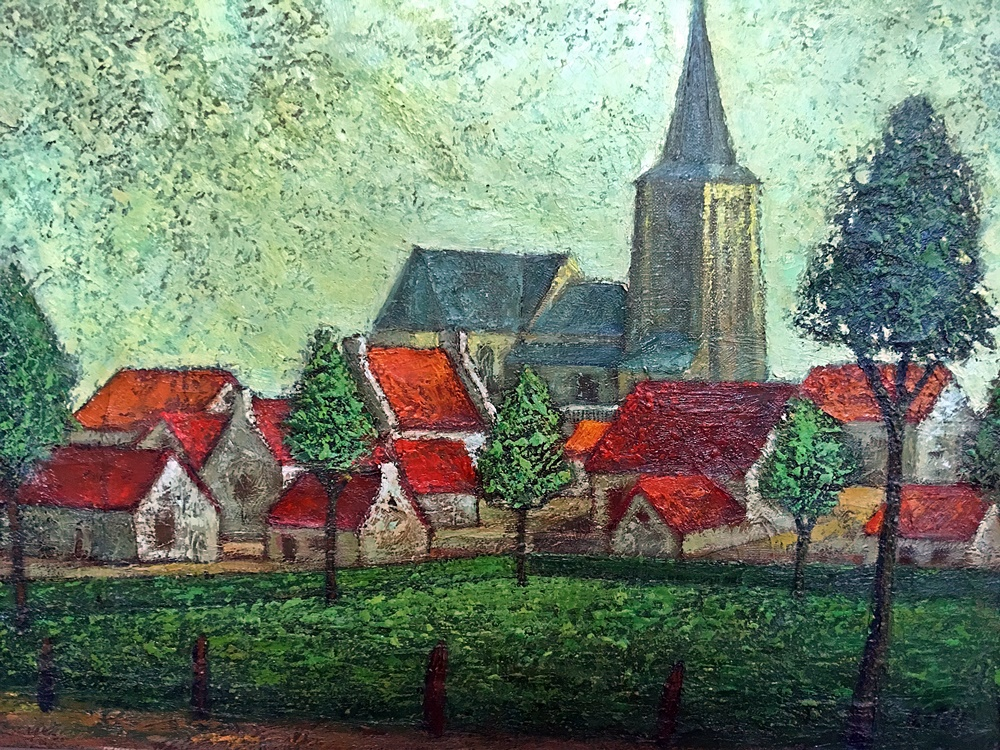
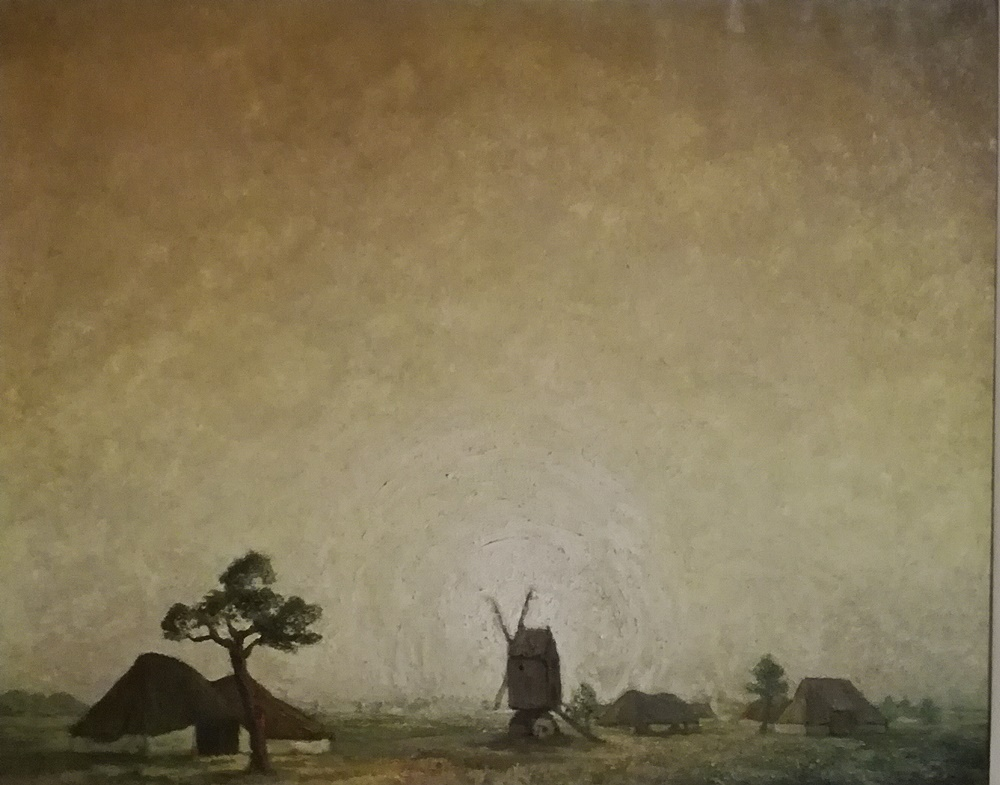